# Горихвістка
Горихвістка (Phoenicurus) — рід горобцеподібних птахів родини мухоловкових (Muscicapidae). Представники цього роду мешкають в Європі, Азії і Африці. В Україні мешкають два представники цього роду — горихвістка звичайна (Phoenicurus phoenicurus) і горихвістка чорна (Phoenicurus ochruros).

## Опис
Горихвістки — дрібні комахоїдні пташки, які досягають довжини 12-18 см при вазі в 12-29 г. Самці горихвісток зазвичай мають яскраве забарвлення, їх оперення може бути червоним, синім, білим або чорним. Забарвлення самиць переважно світло-коричневе. Прикметною рисою горихвісток є їхні яскраві руді хвости (виняток становить лише самці синьоголової горихвістки, які мають рівномірно чорні хвости). Загалом, горихвісткам притаманний виражений статевий диморфізм — так, самці деяких видів мають білі плями на крилах, так звані дзеркальця, які виконують важливу сигнальну функцію.

## Види
Виділяють чотирнадцять видів:
- Горихвістка алашанська (Phoenicurus alaschanicus)
- Горихвістка рудоспинна (Phoenicurus erythronotus)
- Горихвістка синьоголова (Phoenicurus coeruleocephala)
- Горихвістка чорна (Phoenicurus ochruros)
- Горихвістка звичайна (Phoenicurus phoenicurus)
- Горихвістка китайська (Phoenicurus hodgsoni)
- Горихвістка білосмуга (Phoenicurus schisticeps)
- Горихвістка сибірська (Phoenicurus auroreus)
- Горихвістка алжирська (Phoenicurus moussieri)
- Горихвістка червоночерева (Phoenicurus erythrogastrus)
- Горихвістка синьолоба (Phoenicurus frontalis)
- Горихвістка сиза (Phoenicurus fuliginosus)
- Горихвістка філіпінська (Phoenicurus bicolor)
- Горихвістка водяна (Phoenicurus leucocephalus)

За результатами молекулярно-філогенетичного дослідження, опублікованими в 2010 році, Міжнародна спілка орнітологів включила два види, яких раніше відносили до роду Коловодна горихвістка (Rhyacornis) і один вид, якого виділяли в монотиповий рід Водяна горихвістка (Chaimarrornis) до роду Phoenicurus.

### Викопні види
Також до роду Phoenicurus включають два види викопних птахів, знайдених у пліоценових відкладеннях Угорщини:
- †Phoenicurus erikai[6]
- †Phoenicurus baranensis

## Етимологія
Наукова назва роду Phoenicurus походить від сполучення слів дав.-гр. φοινιξ — червоний, пурпуровий і ουροσ — хвостатий.